# Perwarth (Gemeinde Randegg)
Perwarth ist eine Ortschaft in der Marktgemeinde Randegg in Niederösterreich.
Das Dorf liegt im Tal der Kleinen Erlauf zwischen Randegg und Wang.

## Geschichte
Die Burg Perwarth war eine Gründung des 1212 erstmals erwähnten  Geschlechts der Perwarther, einer Nebenlinie der Zinzendorfer. Nach Streitigkeiten mit den Herren von Walsee wurde die Burg 1410 zerstört und 1549 endgültig aufgegeben. Etwa 100 Meter unterhalb der Burg lässt Christoph von Concin von 1555 bis 1561 ein Schloss errichten, die heutige Schlossruine Niederperwarth. Laut Adressbuch von Österreich waren im Jahr 1938 in der Ortsgemeinde Perwarth zwei Gastwirte, zwei Holzhändler, ein Landesproduktehändler, eine Tankstelle, ein Schmied, ein Schuster, ein Viehhändler, ein Wagner und zahlreiche Landwirte ansässig.

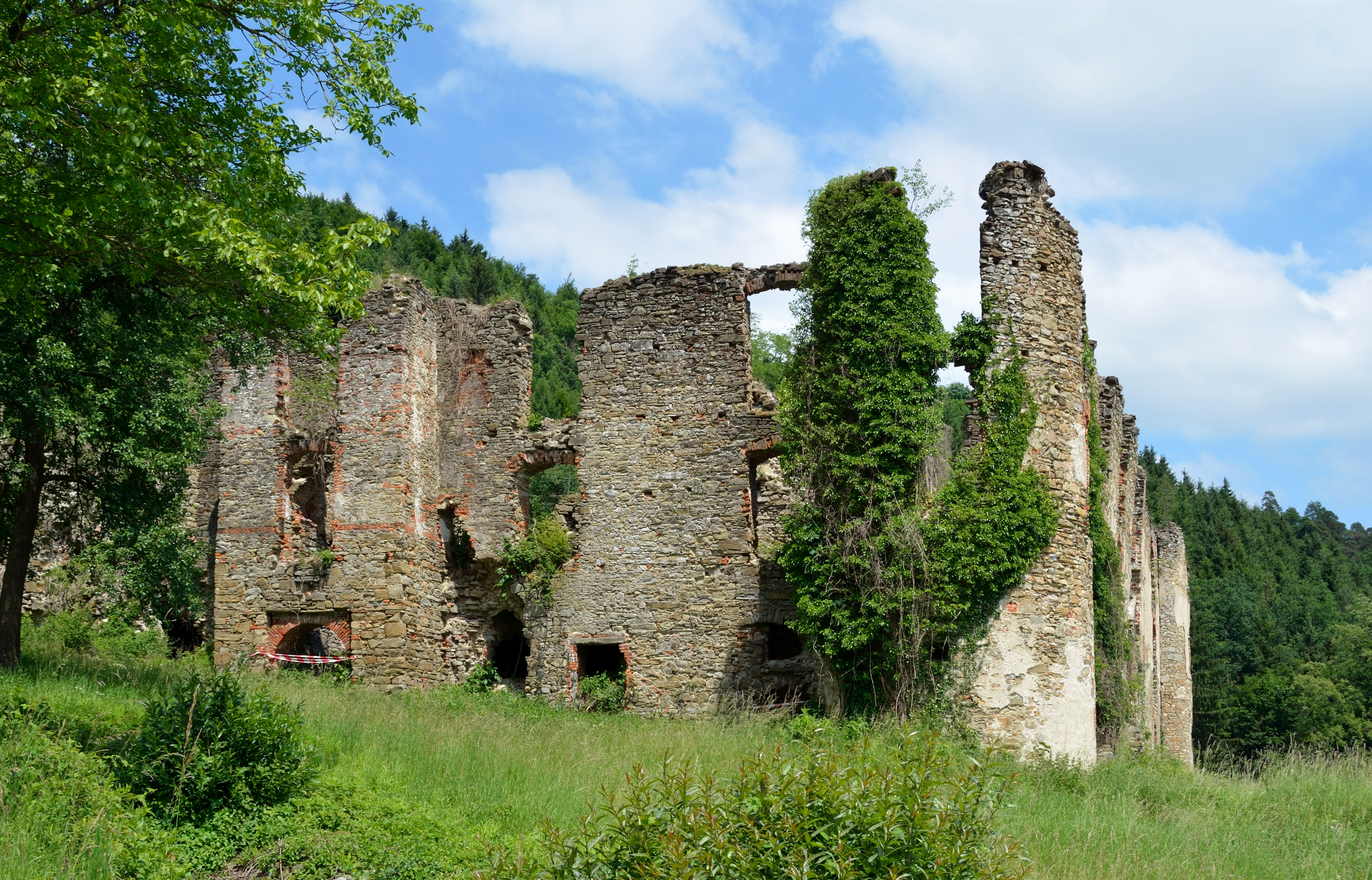
Schlossruine Niederperwarth
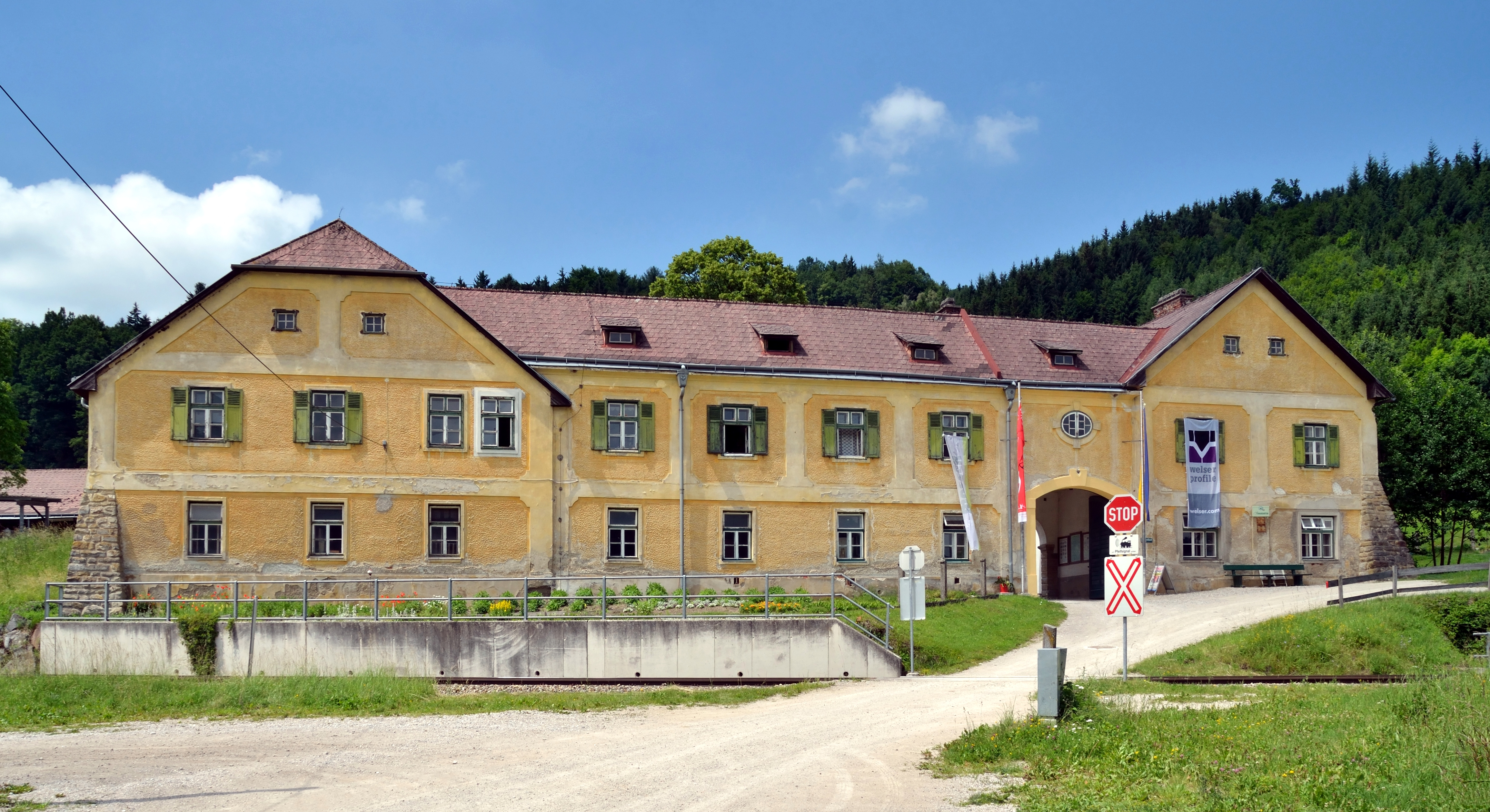
Meierhof Perwarth

## Persönlichkeiten
- Klaudia Tanner (* 1970), Bauernbündlerin und Bundesministerin für Landesverteidigung